# Kung Fu Panda (videojuego)
Kung Fu panda es un videojuego perteneciente al género de acción y aventuras basado en la película del mismo nombre, el videojuego fue lanzado en el año 2008. El juego ha sido desarrollado por distintas compañías según la consola a la que fuera destinada, Luxoflux para PS3 y Xbox 360; XPEC para PlayStation 2 y Wii; Vicarious Visions para Nintendo DS; y Beenox para PC.

## Modo de Juego
Kung Fu Panda está destinado principalmente a los niños y se basa en la película de Kung Fu Panda. Los jugadores inicialmente controlan a Po, quien difiere del de la película en que posee un nivel básico de habilidad en artes marciales desde el principio, lo que le permite participar en la batalla. Además de los desafíos de lucha y saltos, mantener el equilibrio es otro elemento importante del juego, cuando Po, debe cruzar la cuerda floja, mantenerse en plataformas móviles y conducir un bote por un río peligroso. En el transcurso de la narración del juego, el jugador mejora la habilidad de Po al agregar varias técnicas de lucha nuevas y movimientos especiales, aunque en algunas partes del juego, el jugador tendrá que completar las tareas con otro personaje.
Después de recolectar varias monedas al final de cada nivel, el jugador tiene la opción de comprar mejoras a los movimientos y la salud de Po, así como a un conjunto diferente de trajes nuevos. Eventualmente, a medida que el jugador avanza en el juego, podrá desbloquear a otros personajes, como el Maestro Shifu y los miembros de los Cinco Furiosos (un equipo de luchadores de élite, cada uno con sus propios estilos de pelea y minijuegos). Además, el jugador podrá usar objetos y armas cuando pelee. Además, antes de cada nuevo nivel, Po narra la historia continua, mientras las palabras se desplazan hacia arriba en la pantalla.
En la versión de Wii, el mando de Wii se utiliza para realizar los movimientos y habilidades, como el la llave dactilar Wuxi; en la versión PS3, los sensores de movimiento del controlador Sixaxis se pueden usar para controlar a Crane en misiones, donde los jugadores juegan como él, mientras que en la versión para Nintendo DS, mientras que el D-pad mueve a Po, la pantalla táctil se usa principalmente para el combate se mueve, al estilo de la versión DS de Spider-Man 3, que también fue desarrollado por Vicarious Visions.

## Multijugador
El juego también incluye un modo multijugador con nuevos niveles y personajes. Además, el juego presenta nuevos jefes, incluyendo el Gran Gorila, las Hermanas Wu y Sin Nombre. El jugador también puede recopilar figuras de acción de los Cinco Furiosos y monedas raras y usarlas para desbloquear cosas en el Menú de extras.

## Argumento

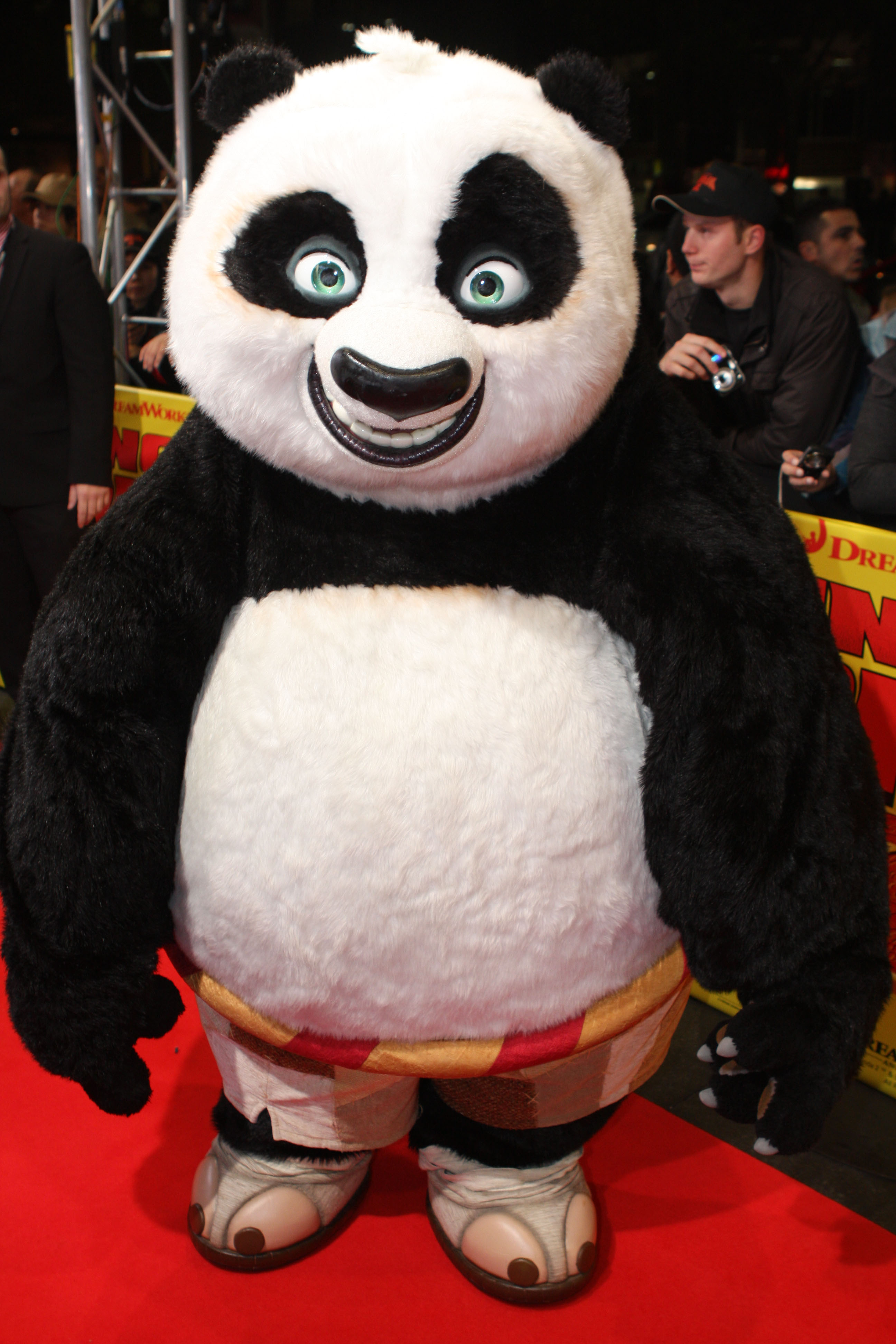
Jack Black como Po el Guerrero Dragón

En la antigua China, Po el Panda, tiene el sueño de derribar al Clan Jabalí de Pez Negro como el Guerrero Dragón, el Guerrero más poderoso de la tierra. Pero su padre lo despierta para que pueda trabajar en la tienda de fideos. Al día siguiente, el Torneo del Guerrero Dragón se lleva a cabo en el Palacio de Jade, para determinar cuál de los 5 Furiosos (Tigresa, Mono, Grulla, Víbora y Mantis) es digno de ser el Guerrero Dragón. Po interviene y aterriza en el centro del palacio y es elegido como el Guerrero Dragón.
Po entrena con el Maestro Shifu después de haber sido elegido. Shifu recibe noticias de Zheng, su mensajero, de que Tai Lung escapó de prisión y viene a buscar el Rollo del Dragón, la llave del poder supremo. Po, después de tomar una siesta dentro del Palacio, impide que el Clan Hoof Black Hoar robe tesoros en la realidad.
Después de eso, Po y el Maestro Crane son enviados al lago de loto y descubren que la Pandilla de Cocodrilo dorado se ha apoderado del lugar y están exigiendo a los aldeanos que renuncien a sus crías de huevos. Po rescata a los huevos y al nieto del líder después de que Crane lo salva del teniente en una feroz persecución.
Po y Shifu luego se dirigen a las montañas Wudang para encontrar algunas reliquias del Maestro Oogway, pero descubren que el Gran Gorila y sus soldados han obtenido el primero. Po agarra las reliquias y derrota al Gran Gorila mientras Shifu defiende el Templo de Wudang.
De vuelta en el lago de loto, Po y Shifu deben salvar a algunos gansos del pueblo de la pandilla de cocodrilo, que regresaron a pesar de la interferencia de Po. Después de su victoria, Shifu le dice a Po que los 5 Furiosos se han ido a pelear contra Tai Long y dejan a Po para encontrar el camino de regreso al Palacio.
Cuando Shifu regresa a las montañas de Wudang, un Wolf Slasher le dice que Tai Long ya ha derrotado y capturado a los Cinco. Shifu se defiende de los Lobos y los Gorilas, rescata a los Cinco y los envía de regreso al Palacio.
Po, vagando por las Tierras, está buscando el camino de regreso al Palacio, pero no sin antes tropezar con los campos de entrenamiento de Tai Lung y encontrar la Guarida de las Hermanas Wu. Él es capaz de invadir la Guarida y derrotar a las Hermanas Wu y encuentra un mapa de vuelta al Palacio
En el Palacio, Shifu se defiende de los Lobos y se enfrenta al propio Tai Lung. Po, que se entera de esto por su padre al llegar al pueblo, va al palacio para detener a Tai Lung y salvar a Shifu. Su papá le dice que su sopa de ingrediente secreto no es nada y dice que para hacer algo especial, tienes que creerlo. Po se da cuenta de que lo mismo implica con el Rollo del Dragón y que tiene que creer que es el Guerrero Dragón. Po recibe ayuda del Maestro Mono y se dirige al Palacio. Tai Lung pelea y derrota a Shifu y exige que abandone el Rollo del Dragón. Shifu se niega, diciendo que preferiría morir antes que dárselo. Po llega a tiempo y se enfrenta a Tai Lung. Después de un feroz duelo, Po usa el Wuxi Finger Hold y lo derrota. Luego, el Valle celebra la victoria de Po.

## Recepción
El juego recibió críticas generalmente positivas de los críticos. La versión de Xbox 360 del juego recibió 6.5/10 de GameSpot, obtuvo una calificación de Metacritic de 75/100 de 42 críticos. También obtuvo 7.5/10 de IGN. También obtuvo un puntaje positivo de 8/10 de Game Informer.
En 2009, ganó el Premio Annie de la Sociedad Internacional de Cine de Animación al Mejor Videojuego Animado, "en reconocimiento a la excelencia creativa en el arte de la animación".

## Secuela
Una secuela Kung Fu Panda 2 se lanzó el 25 de mayo de 2011 del mismo nombre.
.